# إيرا بلاك
إيرا باري بلاك (بالإنجليزية: Ira Barrie Black) (وُلد في 18 مارس 1941 - وتوفي 10 يناير 2006) هو طبيب وعالم أعصاب اشتهر بأبحاثه في الخلايا الجذعية، وشغل منصب أول مدير لمعهد الخلايا الجذعية في جامعة الطب وطب الأسنان في نيوجيرسي - مدرسة طب روبرت وود جونسون في نيو جيرسي، والتي تم إنشاؤها لتشجيع البحوث في هذا المجال.

## النشأة والتعليم
وُلد بلاك في ذا برونكس في 18 مارس عام 1941، وتخرج من مدرسة برونكس الثانوية للعلوم. حصل بلاك على درجة الماجستير في الفلسفة من جامعة كولومبيا وحصل على درجة الدكتوراه في الطب من كلية الطب بجامعة هارفارد في عام 1965.

## حياته المهنية
عمل بلاك كعضو هيئة تدريس في كلية طب ويل كورنيل في جامعة كورنيل من عام 1975 حتى عام 1990، حيث شغل منصب رئيس مختبر الكلية لعلم الأعصاب التنموي كأستاذ متخصص في علم الأعصاب. أصبح في عام 1990 رئيس قسم علم الأعصاب وعلم الأحياء الخلوي في كلية طب الأسنان التابعة لجامعة أوندج-روبرت وود جونسون.
كان بلاك مدافعًا عن الأبحاث باستخدام الخلايا الجذعية لإصلاح الأضرار الناجمة عن بعض الأمراض مثل السرطان ومرض آلزهايمر وأظهر بحثه الخاص أن هذه التقنية يمكن أن تستخدم لتشجيع الخلايا الجذعية للجسم لإنشاء خلايا جديدة كشكل من أشكال العلاج الجيني. وأظهرت الدراسات التي أجراها في عام 2000 والتي نُشرت في مجلة أبحاث علم الأعصاب أنه عند إضافة مضادات الأكسدة إلى الخلايا الجذعية المستخرجة من نخاع العظام، فإن الخلايا الجذعية غير المتمايزة تتحول إلى خلايا ذات خصائص الخلايا العصبية في غضون دقائق، كما يتم زرعها بنجاح في العقول والنخاع الشوكي للفئران. اعتبرت كانت النتائج «إنجازًا لا يُصدق» في فتح الطريق لخلق علاجات لبعض الأمراض التي كانت في السابق غير قابلة للعلاج باستخدام الخلايا الجذعية لخلق الخلايا اللازمة من أشكال مختلفة. انتهج بلاك استخدام الخلايا العصبية المتقدمة من الخلايا الجذعية للبالغين لتجنب حالات رفض الزرع دون الحاجة إلى تعديلات على الجينوم، مع تجنب المخاوف الأخلاقية التي أثيرت مع استخدام الخلايا الجذعية الجنينية.
تشكل معهد الخلايا الجذعية في ولاية نيو جيرسي، بعد إقرار التشريع في عام 2004 مما جعل نيوجيرسي الدولة الثانية في البلاد للموافقة على أبحاث الخلايا الجذعية، وعُين بلاك كأول مدير لها. انضم بلاك إلى جامعة الطب وطب الأسنان في نيوجيرسي - مدرسة طب روبرت وود جونسون في نيو جيرسي، وعمل هناك رئيسًا لقسم علم الأعصاب وبيولوجيا الخلية. وبصفته مديرًا لمعهد الخلايا الجذعية، أعرب عن شعوره بالإحباط إزاء المعارضة الفيدرالية لأبحاث الخلايا الجذعية الجنينية، مشيرًا إلى أن العلاجات التي يمكن أن تنتج عن هذه الدراسات كانت لها القدرة على «إخراج المرضى من السرير والخروج من الكراسي المتحركة» وأن الباحثين في الولايات المتحدة كانوا قادرين على تحقيق المزيد من التقدم في دراستهم.
شغل بلاك في عام 1992 منصب رئيس جمعية علم الأعصاب. وتشمل الأعمال المنشورة كتابه المنشور في عام 1991 «المعلومات في الدماغ: منظور الجزيئي» ونشر عام 2002 «للدماغ المتغير: مرض ألزهايمر والتقدم في علم الأعصاب».

## حياته الشخصية
توفي بلاك في سن 64 نتيجة الإنتان المتعلق بالورم السرطاني أثناء إقامته في قسم سكيلمان في بلدة مونتغومري والأنديز بنيويورك في 10 يناير 2006 في مستشفى جامعة بنسلفانيا في فيلادلفيا. تزوج بلاك من جانيت ليندكويست بلاك لمدة ثلاثين عامًا. وانفصلا في عام 1999، ولهما ابن واحد.